# Graham Sutherland
Graham Sutherland (Londres 1903 - 1980) va ser un pintor, artista gràfic i dissenyador anglès. Abandonà els seus estudis d'enginyer ferroviari per estudiar gravat i aiguafort entre 1920 i 1925, i fins a 1930 treballà exclusivament coma a artsita gràfic. Els seus gravats d'aquesta època es troben en la tradició romàntica i visionària de Samuel Palmer. Al començament dels anys trenta començà a experimentar amb l'oli, i cap al 1935 ja es dedicava sobretot a la pintura. Els seus quadres dels anys trenta mostren una resposta profundament subjectiva a la natura, inspirada sobretot per les seves visites a Pembrokeshire. Tenia una vívida capacitat per la metàfora visual, i els seus paisatges no són escènics, sinó sèries semiabstractes de formes obsessives i monstruoses. Durant els anys de la Segona Guerra Mundial li van encarregar, com a artista de guerra, que reproduís els efectes dels bombardeigs, i la seva obra madurà en haver d'enfrontar-se amb el problema de trobar un equivalent visual a la devastació i la destrucció de les coses fetes per l'home. En referir-se als quadres d'edificis destruïts i en ruïnes de Sutherland, el crític Eric Newton va escriure que "tenen un patetisme enèrgic i crucificat que dona a la guerra un significat nou".
Poc després de la guerra es dedicà a la pintura religiosa i al retrat. Va ser sobretot en aquests dos gèneres que es va distingir en la seva carrera posterior. El retrat de Maugham té una qualitat gairebé de caricatura, i el retrat més famós que va fer, el de Winston Churchill (1954), va ser tan odiat pel seu model, que Lady Churchill(1885 - 1979) el va destruir.
L'obra més cèlebre de Sutherland, tanmateix, ha esdevingut enormement popular, i és l'immens tapís de Jesucrist a la Glòria (acabat el 1962) de la catedral de Coventry. Sutherland continuà pintant paisatges -el seu primer gènere preferit- i a partir del 1947 visqué cada any part del temps a la Costa Blava. A més de pintures i art gràfic, formaven part de la seva obra ceràmiques, cartells i indumentària i escenaris teatrals.